# Hans Ludwig Sierks
Hans Ludwig Sierks (n. 24 de julio de 1877, Seeth - f. 23 de abril de 1945, Berlín) fue un ingeniero alemán, socialdemócrata y miembro de la Resistencia alemana al nazismo.
Detenido después del complot del 20 de julio, fue juzgado por Roland Freisler y condenado a muerte. Fue ejecutado con Klaus Bonhoeffer y Rüdiger Schleicher entre otros el 23 de abril de 1945 por un Sonderkommando. 

## Literatura
- Bengt von zur Mühlen (Hg.): Die Angeklagten des 20. Juli vor dem Volksgerichtshof. Chronos Film GmbH, Berlín 2001, ISBN 3-931054-06-3
- Luise Kraushaar: Deutsche Widerstandskämpfer 1933 - 1945. Biografien und Briefe. Band 2, Karl Dietz Verlag: Berlín 1970, Seite 280ff